# Spalter Madonna

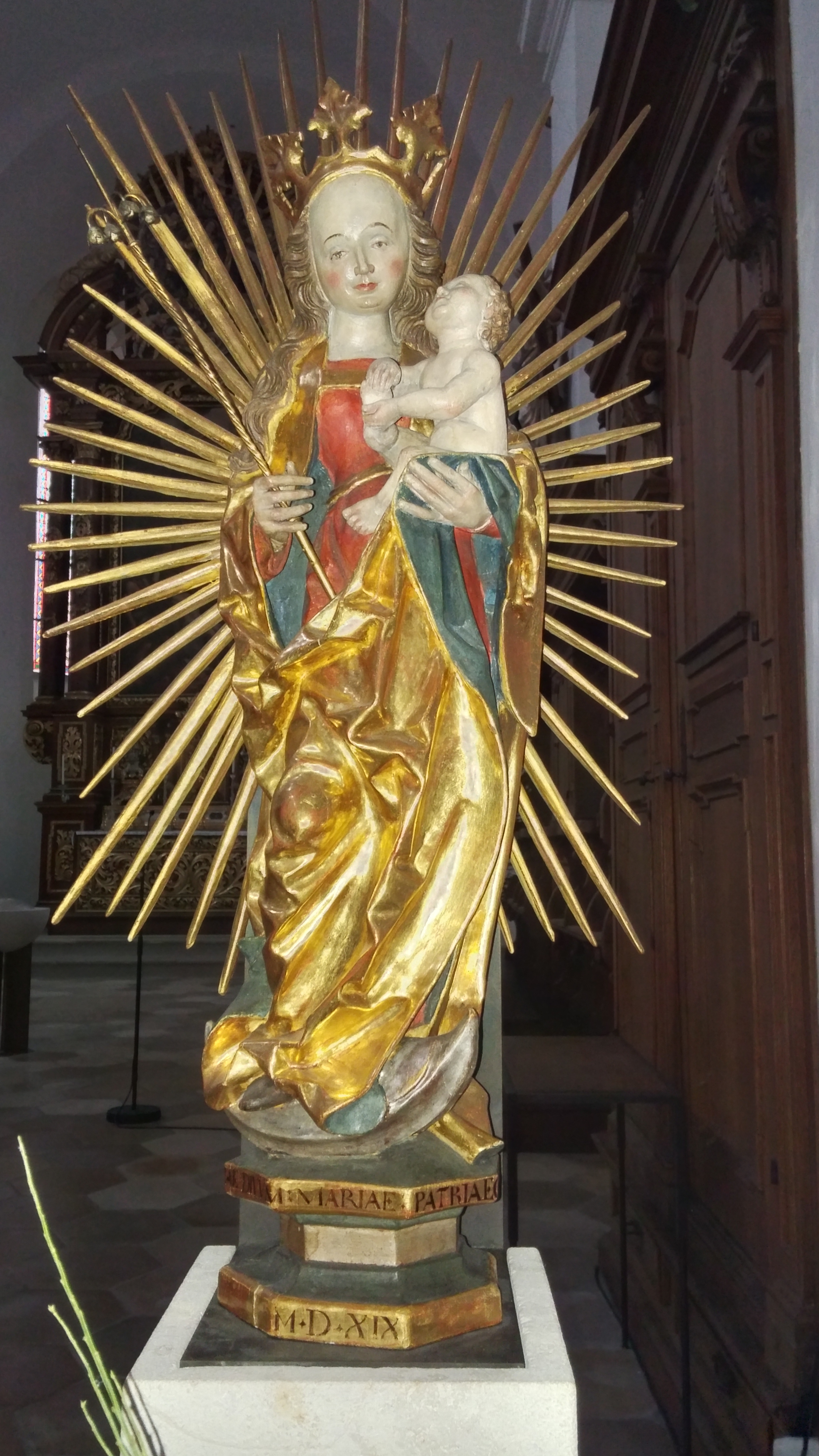
Spalter Madonna

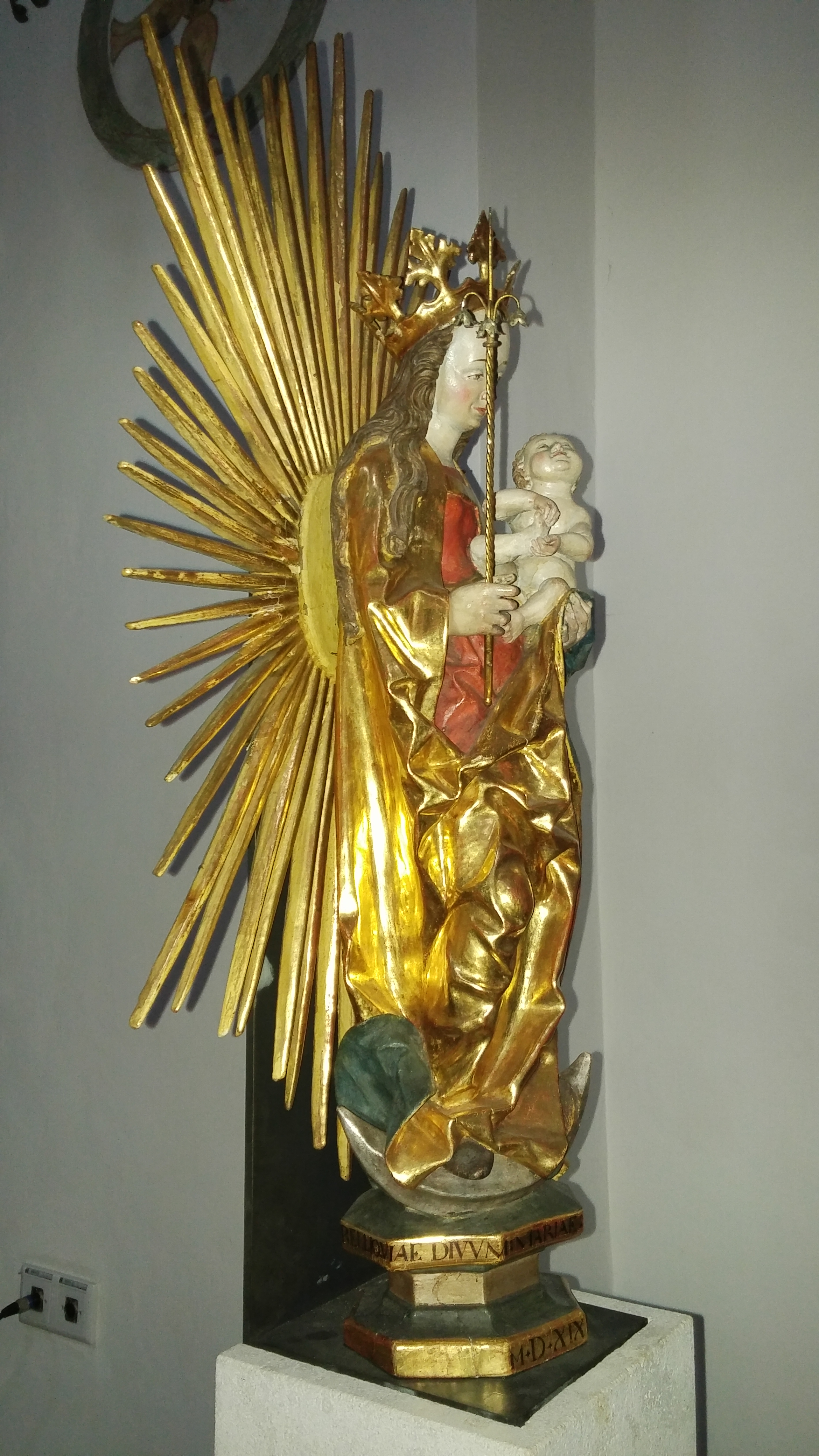
Spalter Madonna (Seitenansicht)

Die Spalter Madonna ist eine spätgotische farbig gefasste 60 cm hohe Madonnenfigur aus dem Jahre 1519. Sie befindet sich in der katholischen Pfarrkirche St. Emmeram im mittelfränkischen Spalt.

## Beschreibung
Die von einem unbekannten Meister geschaffene Figur zeigt Maria mit dem Jesuskind auf dem linken Arm. Im anderen Arm trägt Maria einen Stab. Sie trägt eine Krone und ist von goldenen Strahlen umrandet. Die Figur ist am Sockel auf Lateinisch beschriftet: „RELIQUIAE DIVVM MARIAE PATRIAEQUE SALUTI“ („Reliquien von Heiligen – für Maria und zum Heil der Vaterstadt“) und trägt die Jahreszahl MDXIX (1519). Dieses Datum liegt einem großen Ablass im Jahr 1518 so nahe, dass man einen Zusammenhang annehmen kann.
Die Figur war wohl ursprünglich mit Reliquien gefüllt, die heute jedoch verloren sind. Ihren Strahlenkranz trug sie nicht immer.

## Geschichte
Georg Spalatin, der Mittler zwischen Martin Luther und dem Kurfürsten Friedrich III. von Sachsen, sorgte im Jahr 1519 dafür, dass die 60 Zentimeter hohe Figur als Geschenk aus der Wittenberger Heiltums-Sammlung in die Kirche St. Emmeram in seiner Heimatstadt Spalt gelangte.
Anlässlich des Lutherjahrs 2017 wurde eine Dauerausstellung in der Altenburger Bartholomäikirche zur Erinnerung an Spalatins Schaffen eingerichtet. Als Leihgabe wurde auch die Spalter Madonna nach Altenburg geschickt.